# Rafik Abdessalem
Rafik Abdessalem, de son nom complet Rafik Ben Abdessalem Bouchlaka (arabe : رفيق بن عبد السلام بوشلاكة), né en 1968, est un homme politique tunisien, ministre des Affaires étrangères entre 2011 et 2013, au sein du gouvernement Jebali.

## Biographie

### Formation et carrière professionnelle
Durant ses études, il est membre du bureau exécutif de l'Union générale tunisienne des étudiants de 1987 à 1990. Abdessalem s'installe au Maroc en 1990 puis au Royaume-Uni. Il est titulaire d'un doctorat en politique et relations internationales de l'université de Westminster en 2003,. Il est également titulaire d'une licence en philosophie de la faculté des lettres et sciences humaines de l'université Mohammed-V de Rabat.
Installé au Royaume-Uni, il crée le Maghreb Center for Research and Translation et préside la London Platform for Dialogue qui regroupe hommes politiques et intellectuels arabes,. Il est également chercheur à l'université de Westminster et à l'Oxford Centre for Islamic Studies (en), conférencier au centre Marc Field pour les hautes études et chef du département de recherche au centre d'études de la chaîne de télévision qatarie Al Jazeera. Il est aussi membre de comités scientifiques et de recherche,.

### Militantisme politique
Il intègre le bureau politique du parti Ennahdha en exil, son bureau exécutif comme chargé des médias entre 2001 et 2007, et le Conseil de la Choura.

### Ministre des Affaires étrangères

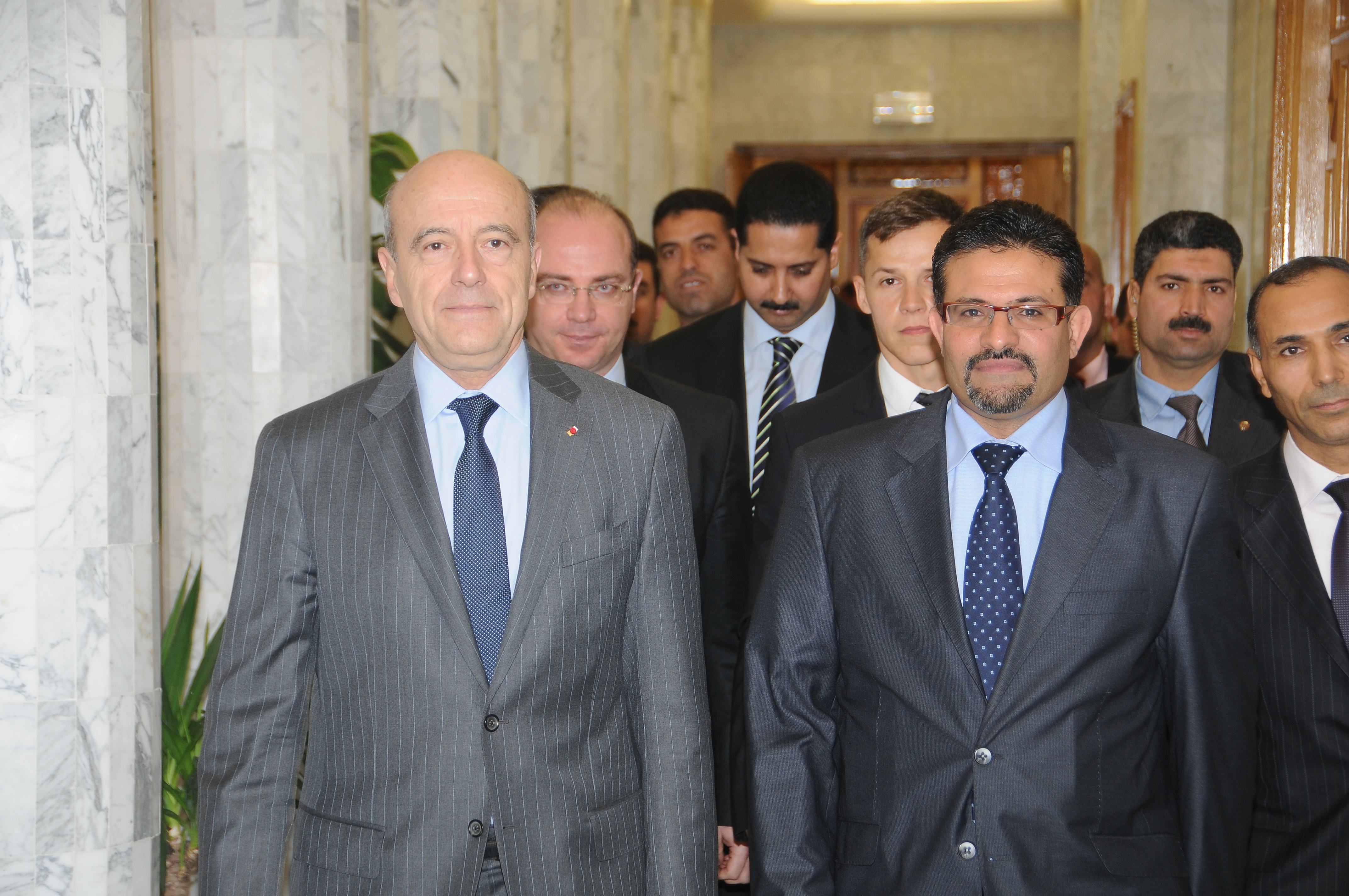
Alain Juppé, ministre français des Affaires étrangères, et Rafik Abdessalem, le 5 janvier 2012.

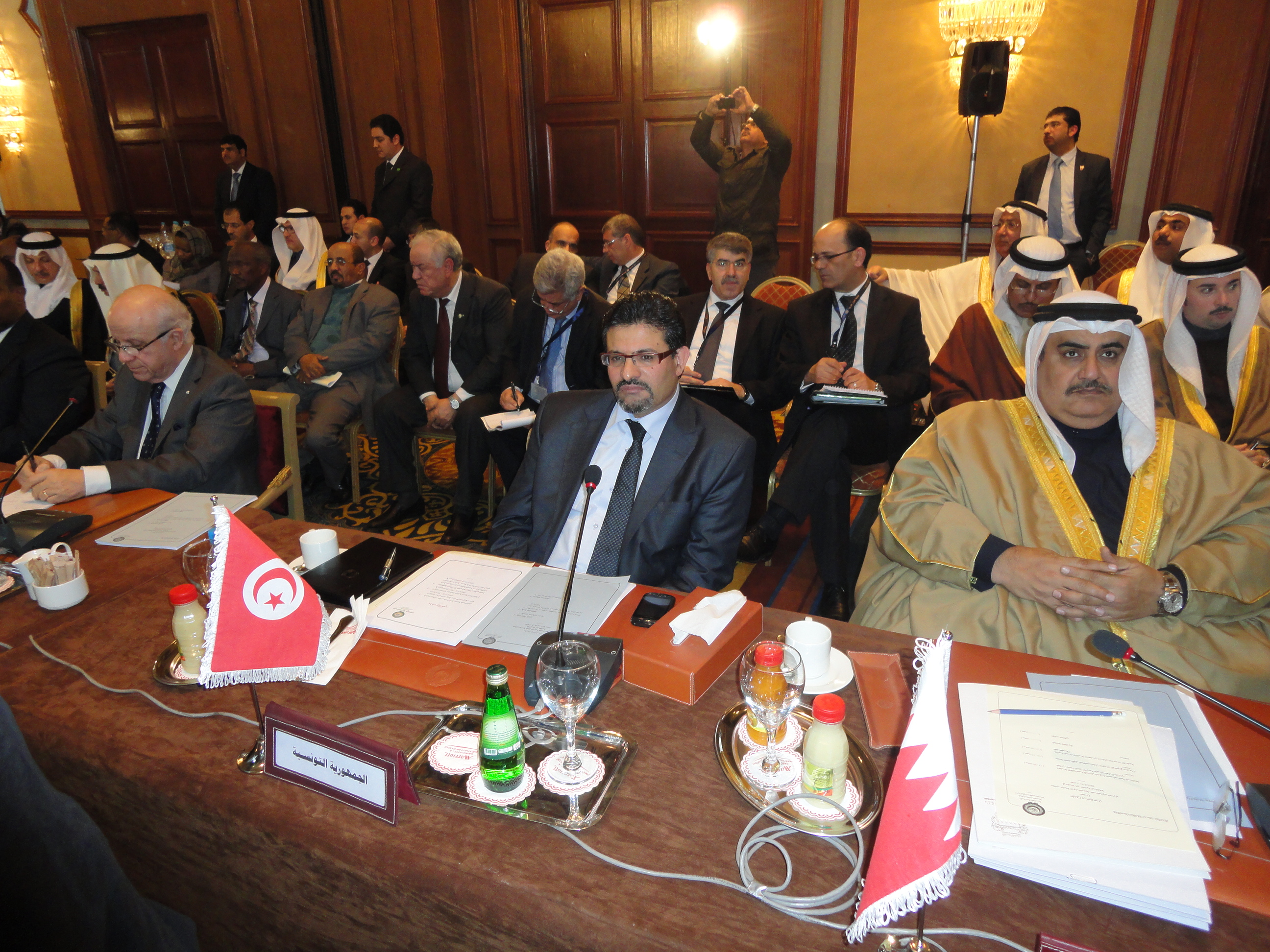
Abdessalem à la réunion du conseil de la Ligue arabe, le 24 février 2012.

Il est nommé ministre des Affaires étrangères dans le gouvernement Jebali, le 24 décembre 2011, succédant ainsi à Mouldi Kefi ; il prête serment le jour même de sa nomination. Le 26 décembre, la passation des pouvoirs a lieu au siège du ministère, le jour de la passation des pouvoirs entre les Premiers ministres Béji Caïd Essebsi et Hamadi Jebali. Des manifestations ont lieu devant le siège du ministère le 26 pour demander le départ du nouveau ministre en raison du fait qu'il est le gendre de Rached Ghannouchi, leader d'Ennahda, et de sa proximité avec l'émirat du Qatar.
Il annonce, le 12 février 2012 lors de sa visite au Caire, la tenue à Tunis d'une conférence sur la Syrie destinée à trouver une solution à la répression de la révolution.
Abdessalem doit également, durant son mandat, trouver une solution pour les immigrés disparus en Italie. Il annonce que son ministère et le ministère de la Défense crée un comité spécialisé dans l'investigation sur place. Le 18 février, le chef de la diplomatie marocaine Saad Dine El Otmani propose, lors d'une réunion des ministres des Affaires étrangères de l'Union du Maghreb arabe à Rabat, la suppression du mot « arabe » du nom de l'organisation son remplacement par l'appellation « Union maghrébine » ; cette proposition reçoit le soutien de la Mauritanie mais est rejetée à la suite de l'opposition de Mourad Medelci, Achour Bin Hayal et Abdessalem. Le 22 mars, les fonctionnaires du ministère protestent et demandent à voir le ministre pour discuter de leur situation ; ceux-ci déclarent qu'Abdessalem adopte une attitude hautaine à leur égard. Le lendemain, Abdessalem annonce n'avoir aucun problème avec le mouvement syndical et être prêt à discuter avec ses représentants en dehors des horaires de travail.
Ministre, il devient célèbre en Tunisie grâce à des déclarations comme « c'est le gouvernement le plus fort de l'histoire de la Tunisie » en parlant du gouvernement Jebali, « on a trouvé deux cadavres en état de mort » ou encore « Istanbul, la capitale de la Turquie ». Il confond par ailleurs la Tunisie avec un pays du Golfe où il a travaillé sur une chaîne d'information, en affirmant que la longueur des côtes tunisiennes est de 500 kilomètres.
Sa position au sein du gouvernement est affectée par l'affaire très controversée du SheratonGate, un scandale de mœurs et de détournement d'argent public médiatisé à la suite des révélations de la blogueuse Olfa Riahi et qui entraîne des poursuites judiciaires, et de vives réactions au sein même du mouvement Ennahda.
Abdessalem quitte son poste ministériel lors du remaniement gouvernemental qui suit la démission du chef du gouvernement, Hamadi Jebali, entraînée par une grave crise politique consécutive à l'assassinat de l'opposant Chokri Belaïd, le 6 février 2013. Malgré les fortes pressions de son parti, avec la mutation à l'initiative du ministre de la Justice Noureddine Bhiri du juge d'instruction chargé de l'affaire, Mohamed Malki, le SheratonGate connaît un rebondissement avec le passage au pôle judiciaire, en mai 2013, de Rafik Abdessalem, visé par la plainte d'un groupe de 25 avocats se basant sur le travail d'enquête d'Olfa Riahi. En réaction, l'ancien ministre tente une riposte avec une deuxième plainte déposée contre la blogueuse, le 21 mai, où « il va jusqu'à l'accuser de propager des informations pouvant nuire à l'ordre public ». Cependant, l'interdiction de voyage émise à l'encontre de la blogueuse dans le cadre de cette affaire, le 4 janvier, conduisant Reporters sans frontières à la soutenir contre un « délit de presse » présumé, est finalement levée par le juge d'instruction de première instance le 20 juillet de cette année,. L'affaire connaît un nouveau rebondissement en septembre 2013, en raison des accusations de corruption émises à l'encontre de l'ancien ministre par Me Taïeb Bel Sadek, avocat d'Olfa Riahi. En février 2015, Rafik Abdessalem perd son recours en cassation contre Olfa Riahi dans l'affaire dite du SheratonGate. En avril 2016, l'affaire contre Rafik Abdessalem concernant le Sheraton et l'affaire du don chinois, virement d'un montant d'un million de dollars versé sur son compte personnel à la Société tunisienne de banque, est transférée au bureau d'instruction n°26 du pôle judiciaire financier,.
En juillet 2022, un tribunal tunisien gèle son compte bancaire.
Le 5 février 2025, il est condamné à 34 ans de prison pour « conspiration contre la sûreté de l'État » .

### Vie privée
Abdessalem est marié avec Soumaya Ghannouchi, fille cadette de Rached Ghannouchi, et père de deux enfants,.

## Publications
Abdessalem est l'auteur de plusieurs livres dont :
- In religion, Secularism and Democracy
- United States of America between Hard Power and Soft Power

Abdessalem publie également des douzaines d'articles en arabe et en anglais et écrit régulièrement pour des journaux, dont le quotidien Asharq al-Awsat.